# Pullman Bus
Pullman Bus es la línea de buses más grande de Chile, con una flota de 454 buses durante el segundo semestre de 2024, con una edad promedio de 7,4 años de antigüedad. Con su filial de carga «PullmanGo» (ex Pullman Cargo) también opera en sector de encomiendas distribuyendo envíos dentro de su red de destinos.

## Historia

### Fundación y primeras rutas (1940-1999)
Fue fundada el 9 de abril de 1940 bajo el nombre de Empresa de Transporte Pullman, inicio sus servicios en la ruta Cartagena-San Antonio con seis buses Ford de 1940 y tres buses Chevrolet de 1934.
En 1970, comenzó un crecimiento sostenido inaugurando rutas entre Santiago y San Antonio. En 1974 comenzó a operar servicios desde Santiago hacia distintas ciudades del norte de Chile, entre las que se encuentran La Serena, Copiapó, Antofagasta, Iquique y Arica.[cita requerida] En la década de 1970 la empresa ya contaba con 78 buses y con más de 32 destinos dentro de Chile, compitiendo directamente contra las líneas Tramaca, Tas Choapa, Tur Bus, Buses Lit, Cóndor Bus y Buses Cruz del Sur.[cita requerida]
En 1982 comenzó a operar el servicio de carga y encomiendas, para luego, en 1984 crear la marca Pullman Cargo, con personal e infraestructura propia. Ese mismo año se asocia con su contendora Tur Bus para construir el Terminal de Buses Alameda, el cual finalizó su construcción en 1992. Actualmente, desde este terminal operan las líneas Pullman Bus Costa Central, Pullman del Sur, TurBus, TurBus Aeropuerto, Cóndor y JAC, entregando cobertura a destinos de norte a sur.
En 1986 se inicia la división industrial de Pullman Bus, comenzando a operar servicios de transporte de personal mineros. A finales de ese año, la empresa poseía más de 300 buses propios.

### Refortalecimiento de la marca (2000-2019)

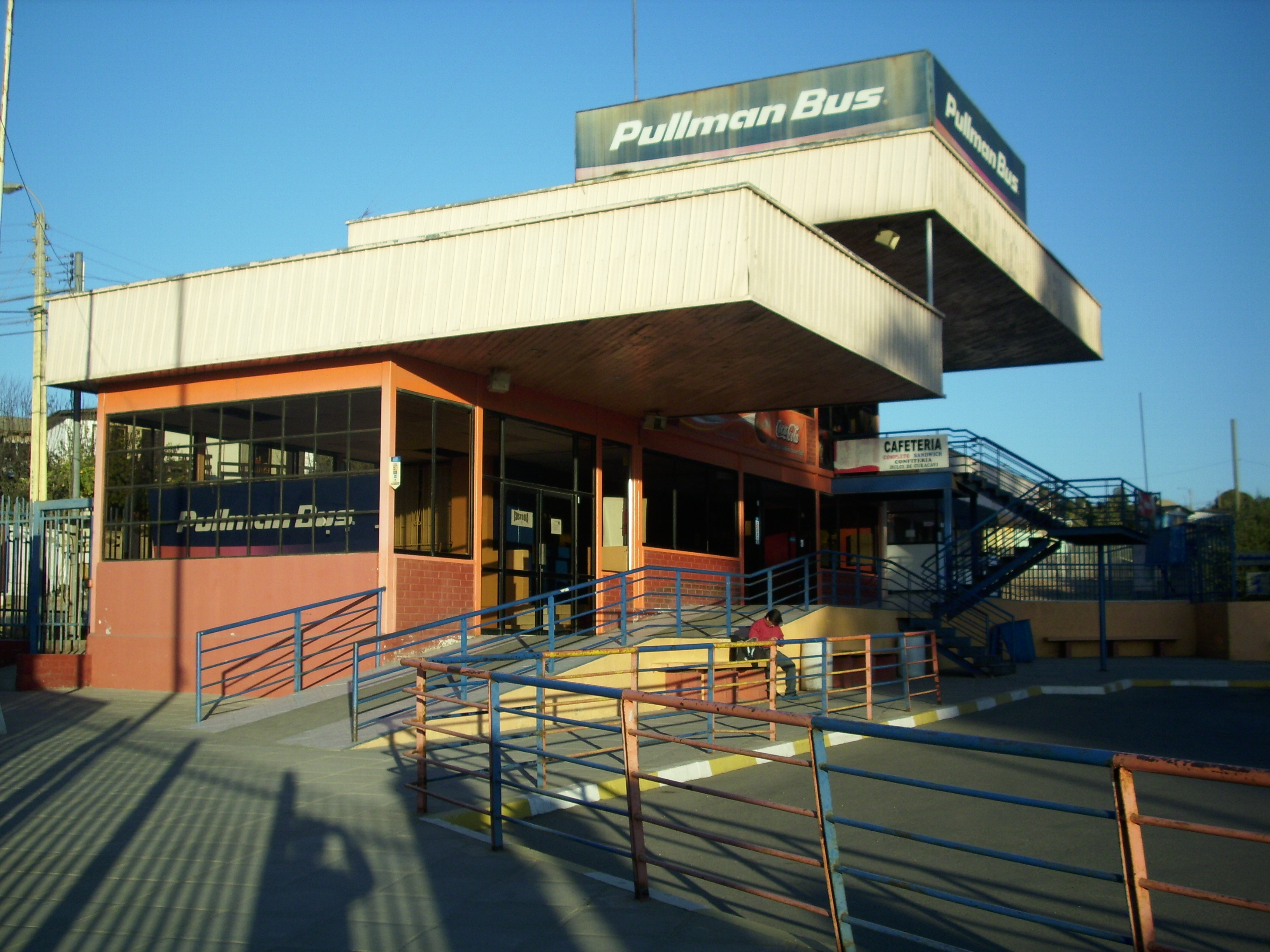
Terminal de Pullman Bus en la comuna de El Quisco, en la provincia de San Antonio.

Durante las décadas de los 2000´s y 2010´s, Pullman Bus adquiere distintas empresas, entre las que destacan Nueva Fitchtur Vip, Nueva Atacama Vip, Buses Los Corsarios y Elquibus, que operaban en el norte del país y que años más tarde serían fusionadas todas bajo la marca Pullman Bus. De igual manera ocurriría con Pullman Los Libertadores, Pullman Los Conquistadores del Sur y Buses Cidher que operaban en el sur del país.
En el año 2007, se convierte en la primera empresa de Chile en tener cobertura de Arica a Punta Arenas y es acreditada con la Certificación ISO 9001-14002.
El año 2010 incorpora el servicio internacional a Lima, Perú, con conexión a otras ciudades de ese país, operando en paralelo con la empresa peruana Cruz del Sur.[cita requerida]
En el año 2011 la Fiscalía Nacional Económica (FNE) presentó una querella contra Pullman Bus y Turbus por colusión, años en los que las empresas controlaban (junto a sus 17 filiales) el 72% del transporte de pasajeros por carretera del país, en los que la principal competidora, Línea Azul, se alzaba apenas con el 6% del mercado y según la FNE, sería la principal afectada por la colusión, ya que le impedirían tomar posiciones en terminales de grandes ciudades como Valparaíso, La Serena y Antofagasta y de paso, inflar el precio de los pasajes. Esto daría pie para que pequeñas empresas aumentaran su tráfico de pasajeros, como el caso de EME Bus, que años más tarde aumentaría considerablemente su flota, alcanzando ser la tercera empresa más importante del país.

### Fin de la era Pedro Farías y problemas financieros (2020-presente)
En el año 2020 Pullman Bus se convirtió en la primera línea de buses del país en permitir viajar con mascotas al interior de los salones, práctica que antes solo era permitida para perros lazarillos. Además, Pullman Bus Costa Central inició la renovación de flota, para dejar atrás los buses semi cama de 44 pasajeros, para dar paso a modernos buses doble piso de configuración salón cama de 43 pasajeros, como respuesta al aumento de frecuencias de Turbus y su filial, Cóndor.
Ese mismo año, debido a la pandemia de COVID-19, la compañía se ve en la obligación de suspender todos sus servicios a lo largo del país. A medida que las restricciones se modifican, los servicios se reanudaban pero en menor cantidad debido también a la baja demanda de pasajes que había en ese entonces. Esto sería el inicio de una mala situación financiera.
En el año 2021 fallece su fundador, Pedro Farías Soto, también conocido como "El Padre de la Carretera", por lo que la empresa queda en manos de sus hijos, Luis Farias Quevedo y Rocío Farias Quevedo, dándose inicio a una nueva era.
En el año 2022, mediante el diario La Tercera, se informa que la compañía se encuentra en una grave situación económica por lo que debe negociar con sus acreedores en la banca, desprenderse de activos para generar capital y así conseguir una reestructuración interna y evitar la bancarrota.
En el año 2024, mediante redes sociales se anuncia un cambio en su imagen corporativa, en la que se destaca la renovación de la interfase de su sitio web de venta de pasajes y también se deja ver en algunos de sus buses la nueva librea que será implementada en la flota. Ese mismo año, y también mediante anuncios en redes sociales, Pullman Bus comienza a reanudar operaciones en distintas ciudades del sur del país, entre las que se encuentran Chillan, Los Ángeles y Temuco.
En noviembre de ese año, se informa que la empresa profundizó su crisis, adeudando USD$150 millones, lo que la lleva a cesar sus alianzas con Buses Jet Sur y TACOHA, por lo que se ve en la obligación de buscar nuevos aliados para no suspender sus servicios entre los que se encuentra B&B Viajes.   Esta situación provocaría que la empresa perdiera considerablemente terreno frente a sus competidoras. En la zona norte, se vio sobrepasada por su histórica contendora, Turbus y también por nuevos actores en la zona, como el caso de Cikbus Elite y Andimar, quienes tras una reciente renovación de flota, aumentaron sus frecuencias en la zona. Además, la empresa San Andrés iniciaría una alianza con TACOHA (ex aliado de Pullman Bus) para aumentar sus destinos y frecuencias. 
En el año 2025, la empresa reduce sus frecuencias y destinos en la zona sur para reforzar sus servicios en el norte. También la línea de buses anuncia la reanudación de sus servicios en la ruta Santiago-Curacaví.
En la actualidad, ofrece servicios Semi Cama, Salón Cama y Cama Premium 180° en máquinas que tienen 7 años de antigüedad promedio. Entre las carrocerías más usadas por la empresa se encuentran Marcopolo, Busscar, Comil, Irizar, Modasa y Zhong Thong las cuales operan con chasis Mercedes Benz, Scania y/o Volvo.
Sus principales competidores en la zona norte son Turbus, Cóndor, Cikbus Elite, Andimar, Pluss Chile y San Andrés, mientras que en la región de Valparaíso compite principalmente con Turbus, Cóndor y Paravias. En la zona sur, su participan es bastante más acotada, siendo superada por EME Bus y Bio Bio en Concepción, Buses Jet Sur en Temuco, TranSantin en Valdivia y ETM, Cruz Del Sur y Turbus en Puerto Montt.

## Accidentes carreteros
La siguiente tabla muestra la lista de accidentes en que se han visto involucrada esta empresa o sus filiales.
| Fecha                    | Detalle | Muertos | Heridos | Ref              |
| ------------------------ | --- | ------- | ------- | ---------------- |
| 9 de septiembre de 2006  | Bus de 2 pisos colisiona contra un camión al sur de Antofagasta. La buena visibilidad en la zona al momento del accidente hace suponer que el conductor del camión se habría quedado dormido y la oportuna maniobra del chofer del bus evitó un choque frontal | 3       | 32      | [cita requerida] |
| 9 de febrero de 2009     | Bus choca de frente contra un camión con combustible. La máquina se dirigía de Ovalle a Calama y según comentan los pasajeros que el chofer se habría quedado dormido al momento del accidente. Un compañero de labores del fallecido conductor, en tanto, expresó: "Estamos todos shockeados porque son compañeros de trabajo los que estaban ahí". | 1       | 40      | [cita requerida] |
| 21 de enero de 2010      | Bus Choca de frente con un camión estacionado en la carretera, en la ruta internacional Oruro-La Paz en el sector Ayo Ayo, en Bolivia. | 15      | 25      | [ 22 ]           |
| 14 de abril de 2011      | Pasadas las 14:30 horas, un Bus con 43 pasajeros procedente de Talcahuano con destino a Santiago, volcó en el Enlace Pablo Neruda que une la Ruta del Itata y la Ruta 5 Sur, 8 kilómetros al sur de Chillán. | -       | -       | [cita requerida] |
| 2 de octubre de 2011     | Un bus de sus filiales Elqui Bus,a la altura de la localidad de Incahuasi, cerca de las 6 de la madrugada y por causas que se investigan, dejó como saldo cerca de 30 lesionados entre sus pasajeros. Al lugar debieron concurrir para prestar los primeros auxilios personal paramédico en ambulancias del Hospital Provincial del Huasco, Freirina, Huasco e incluso de la ciudad de La Serena, hasta donde habrían sido trasladados los heridos de mayor gravedad o complejidad. Se informó que el bus había iniciado su recorrido en Santiago a hacia Calama, con detención en ciudades intermedias. | -       | 30      | [cita requerida] |
| 30 de enero de 2012      | Una colisión por alcance involucró a un bus de la empresa Los Libertadores y un camión en el kilómetro 301 de la Ruta 5 Sur, en el ingreso a la ciudad de Linares, Región del Maule. La máquina se dirigía a Viña del Mar proveniente de Pucón y que fue impactada lateralmente por un camión dejando como resultado de seis personas lesionadas. | -       | 6       | [cita requerida] |
| 15 de agosto de 2013     | Un bus de doble piso colisionó por alcance contra un camión en el kilómetro 270 de la ruta 5 norte en el sector de Huentelauquén norte a eso de las 21:00 horas, hasta el momento habría 20 personas heridas y un fallecido. Los lesionados están siendo trasladados hasta un recinto asistencial en la comuna de Los Vilos. | 1       | 20      | [cita requerida] |
| 15 de junio de 2014      | Un bus choca contra un camión que transportaba materiales de construcción a las 1:30 AM en el kilómetro 1236 de la ruta 5 norte en la que une Tal-Tal con Antofagasta, la máquina accidentada transportaba a trabajadores que prestaban servicios a la minera Escondida, según hipótesis de carabineros que el conductor del bus que falleció se habría quedado dormido al volante. | 1       | 26      | [cita requerida] |
| 15 de marzo de 2015      | Un bus de la empresa Los Conquistadores quien estaba estacionada en la berma de la carretera 5 Sur, producto de una falla mecánica en las cercanías de Loncoche, fue impactado por otro bus de la empresa ETM proveniente de Puerto Montt, dejando como saldo dos víctimas fatales en el bus ETM accidentado. | -       | -       | [cita requerida] |
| 20 de julio de 2015      | Un bus se vuelca en el enlace de la ruta B400 y la ruta 5 norte, la máquina correspondiente al número 2145 se dirigía desde Arica con destino a Santiago perdió el control debido al exceso de velocidad dejando como resultado con tres víctimas fatales y 43 lesionados. | 3       | 43      | [cita requerida] |
| 29 de enero de 2016      | Un Bus choca frontalmente contra la parte posterior de un camión de nacionalidad Paraguaya que se había registrado esta madrugada del viernes en el kilómetro 1.775 de la Ruta 5 Norte a 45 Kilómetros de Pozo Almonte, el bus de la empresa Pullman Bus que se dirigía a Iquique desde Calama no se percató la presencia de ambos camiones detenidos en plena ruta y colisionó frontalmente sobre ambos vehículos de carga. | 6       | 40      | [cita requerida] |
| 9 de septiembre de 2016  | Un Bus de interno 3196 se vuelca en la ruta B1 en el sector de Playa Gatico, en las cercanías de Tocopilla, la máquina se dirigía a Santiago proveniente de Arica dejando como resultado dos víctimas fatales y 36 lesionados de diversa consideración. | 2       | 36      | [cita requerida] |
| 13 de septiembre de 2016 | Un bus de la Empresa filial Fichtur se vuelca en el kilómetro 1920 de la Ruta 5 Norte a la altura de Tiliviche, en la vía que une Arica e Iquique, la máquina iba con 33 pasajeros, de los cuales 10 quedaron graves y 2 con riego vital. | 0       | 12      | [cita requerida] |
| 31 de julio de 2018      | Un bus de la empresa Pullman Bus 2549 que se dirigía desde Calama a Valparaíso volcó cerca de chañaral en el kilómetro 993, según pasajeros la alarma de exceso de velocidad sonó todo el viaje. | -       | -       | [cita requerida] |
| 11 de mayo de 2019       | Un bus de la filial de Pullman Bus, Los Corsarios, volcó por el lado norte de la Ruta 5 Sur en el kilómetro 598 a la altura de Ercilla, sector Pailahueque, la máquina iba con destino a Puerto Montt desde Santiago, dejando como saldo 6 personas fallecidas y 45 heridos de diversa consideración, según el informe de Carabineros, el bus trató de esquivar a un camión y así el conductor del bus perdió el control volcándose cerca del Puente Dumo. | 6       | 45      | [cita requerida] |
| 9 de junio de 2021       | Un bus de la máquina 4077 que se dirigía desde Iquique a Valparaíso, colisionó contra un camión que transportaba frutas y verduras cerca de Chañaral en el kilómetro 1033 de la Ruta 5 Norte, a raíz del impacto, fallecieron 5 pasajeros del bus y 2 del camión y otras 27 personas que iban en el bus resultaron heridas, según el informe, fue producto de la mala visibilidad en la ruta y el camión traspasó la calzada. | 7       | 27      | [cita requerida] |
| 8 de junio de 2022       | Un Marcopolo Paradiso G7 1800 DD, se volcó en la Ruta 5 Sur en la Región Metropolitana. | 1       | 14      | [ 23 ]           |
| 25 de junio de 2024      | Un Modasa Zeus 3, choco contra un puente ferroviario en la Región Metropolitana. | 0       | 1       | [ 24 ]           |
| 28 de septiembre de 2024 | Un Marcopolo Paradiso G7 1800 DD, se volcó en la Ruta 5 Sur en la Región de Ñuble. | 0       | 20      | [ 25 ] [ 26 ]    |
| 14 de enero de 2025      | Un Marcopolo Paradiso G7 1800 DD, se volcó en la Ruta 5 Norte en la Región de Antofagasta. | 2       | 40      | [ 27 ]           |
| 11 de marzo de 2025      | Cuatro buses (2 Marcopolo Paradiso New G7 1800 DD de Pullman Bus y 2 de Buses Cejer) colisionaron en la Ruta 5 Norte, en la Región de Coquimbo. | 6       | 40      | [ 28 ]           |

## Holding Pullman Bus

### Filiales activas
- Pullman Bus: empresa matriz que presta servicios a las principales ciudades del país.
- Pullman Bus Costa Central: opera los destinos de la región de Valparaíso.
- Pullman Bus Lago Peñuelas: opera los destinos de la región de Valparaíso.
- Pullman Bus Vía Costa: opera los destinos de la región de Valparaíso.
- Pullman Bus Sur: opera los destinos de la región de Magallanes.
- Tandem: opera viajes especiales y al transporte privado de pasajeros.
- Nilahue: opera a los destinos de la región de O'Higgins.
- PullmanGo: filial de carga.

### Filiales inactivas
- Pullman Bus Internacional: empresa de transporte de pasajeros de rutas Internacionales desde la ciudad de Arica a La Paz, Bolivia; Antofagasta a Jujuy y Salta, Argentina; y desde Santiago a Lima, Perú.
- Nueva FichTur Vip: empresa de transporte terrestre de pasajeros entre Arica, Iquique y Santiago, formada como Fichtur, acrónimo de Flota Internacional Chilena de Turismo, en la ciudad de Arica en 1978, y adquirida por Pullman Bus en 1985, tras ser seriamente afectada por la recesión económica que afectó al país a contar de 1982. Contaba con 5 salidas diarias: 3 hacia la ciudad de Arica, 1 desde Arica hacia la ciudad de Antofagasta y 1 hacia La ciudad de Iquique, todas desde Santiago
- Nueva Atacama Vip: empresa de transporte terrestre de pasajeros entre Calama y Santiago. Esta empresa fue comprada por el Holding Pullman a pocos años de su nacimiento. Sus dueños originales era una sociedad en la cual participaban don Jaime Yanguas García (Turismo Yanguas), su esposa Joaquina Martin Hidalgo más sus hijos Jaime, María Del Carmen y María De Los Ángeles, los Hermanos Martínez Rasse (Empresas Tacoha), Rubén Acuña (Jet Sur) y don Francisco Vargas, dueño de buses Nilahue.
- Elquibus: Empresa de transporte terrestre de pasajero entre La Serena y Santiago. Actualmente cuenta con 2 salidas diarias: una hacia la ciudad de Calama y otra hacia la ciudad de La Serena. Fue comprada recientemente por el Holding Pullman a quien fuera su creador y dueño, don Marcos Ortiz, empresario del transporte pesado de la Región de Antofagasta.
- Buses Los Corsarios: empresa de transporte terrestre de pasajeros entre Santiago a La Serena , fundada por los hermanos Laurie y Vivien Bullemore en la Cuarta Región de Coquimbo, que entre otros hitos fue la primera en integrar a su flota buses con chasis Berliet- Renault, y con carrocería Irizar modelo Urko. Estos empresarios fueron también creadores y dueños de la desaparecida línea aérea Aeronor. Tras ser adquirida por Pullman Bus en 1990, prolongó sus servicios hasta El Salvador, Copiapó, Chañaral y Antofagasta.
- Pullman Los Conquistadores del Sur: empresa de transporte terrestre de pasajeros entre Puerto Montt, Osorno, Valdivia, Temuco y Santiago. Esta empresa usaba la marca de "Los Conquistadores", empresa de buses famosa en la década de los 80 por usar en sus servicios de pasajeros buses marca Eagle Coach, modelo 05, idénticos a los usados en las películas y videoclips musicales estadounidenses.
- Pullman Cargo: empresa de transporte de carga dentro de Chile.
- Logik: empresa de servicios de logística.
- Pullman Los Libertadores: empresa que cubre servicios entre Santiago, Curicó, Talca, Linares, Cauquenes, Chillán, Temuco, Villarrica, Osorno y Puerto Montt. Formada bajo el alero mismo de Pullman Bus en el año 2008, y planteada inicialmente como competencia a la empresa de buses Linatal, que poseía el monopolio de estos servicios en  Linares.
- Buses Cidher: empresa de buses de Osorno, fundada por la familia Cid en esta ciudad a fines de 1985, últimamente adquirida por empresas Pullman que cubre las rutas entre Puerto Montt, Puerto Varas, Osorno y Santiago.
- Lit_ empresa de buses fundada en 1950 por la Sociedad Venegas e Insulza Limitada, y otrora con servicios entre la IV y la X región de Chile. Tras ser adquirida en 2002 por el grupo español Alsa, y liquidada por ellos en 2005, el grupo Pullman, que retuvo en su poder la marca, la relanza a la ruta, teniendo por ahora los destinos entre Santiago, Cartagena y Algarrobo, en la V región.